# Milotičky
Milotičky (německy Milotitz) jsou malá vesnice, část města Červená Řečice v okrese Pelhřimov. Do roku 1918 se nazývala Malé Milotice, pro časté omyly a záměny s ostatními Miloticemi v ČSR změněn název obce na Milotičky. Nachází se asi 3,5 km na jihozápad od Červené Řečice. V roce 2009 zde bylo evidováno 15 adres. V roce 2001 zde trvale žilo 10 obyvatel.
Milotičky jsou také název katastrálního území o rozloze 1,81 km2.

## Pamětihodnosti
Na návsi stojí kaple a mezi Milotičkami a Útěchovicemi se nachází dva křížky připomínající padlé v 1. světové válce.